# Tim Janis
Tim Janis é um compositor norte-americano de new age que já vendeu mais de 1 milhão de discos e emplacou vários álbuns nas paradas da Billboard.